# CIDNA
CFRNA bzw. CIDNA war eine französisch-rumänische Fluggesellschaft, die 1920 bis 1933 die Flugverbindungen zwischen Frankreich und Mittelosteuropa sowie dem Balkan betrieb. Die vollständige Firma lautete Compagnie franco-roumaine de navigation aérienne (französisch) bzw. Compania Franco-Română de Navigație Aeriană (rumänisch, Französisch-Rumänische Luftverkehrsgesellschaft) und ab 1925 Compagnie internationale de navigation aérienne bzw. Compania Internațională De Navigație Aeriană (Internationale Luftverkehrsgesellschaft).

## Geschichte
Das am 1. Januar 1920 gegründete Unternehmen eröffnete noch im Gründungsjahr eine Verbindung zwischen Paris und Prag über Straßburg und erhielt am 7. Juli 1920 eine Konzession für die Zweiglinie zwischen Prag und Warschau. Die letztgenannte Linie wurde kriegsbedingt erst am 12. April 1921 eröffnet. Bis 1923 wurde die Stammstrecke über Bukarest bis nach Istanbul verlängert und später eine Variante über Sofia hinzugefügt. Es kamen auch Zwischenlandungen auf dem Flugplatz Fürth-Atzenhof sowie später noch in Breslau (Flugplatz Kleingandau) hinzu.
Am 1. Januar 1925 wurde die Gesellschaft in CIDNA umbenannt, da sich die Ziele weit über die ursprüngliche Verbindung verzweigt haben. Im Jahre 1930 wurden die innerrumänischen Verbindungen in die Gesellschaft LARES ausgegliedert. Am 7. Oktober 1933 ist die CIDNA in die neu gegründete Air France aufgegangen.

## Ziele
Im Jahre 1921 betrieb CFRNA eine Strecke Paris – Straßburg – Prag – Warschau (und zurück). Geflogen wurde in beiden Richtungen täglich außer Sonntag mit dem Abflug (in Paris und in Warschau) um 8:00 Uhr und der Ankunft um 19:30 Uhr.
CIDNA flog zuletzt folgende Strecken:
- Die Stammstrecke, die täglich außer Sonntag bedient wurde: Paris – Straßburg – Nürnberg – Prag – Wien – Budapest – Belgrad – Bukarest
  - Der Abschnitt Bukarest – Istanbul wurde nur dienstags bedient
- Drei Zweigstrecken, an 1-3 Wochentagen:
  - Prag – Warschau
  - Belgrad – Sofia
  - Belgrad – Skopje – Saloniki – Athen

## Flotte
Im Laufe des 13-jähriges Bestehens der CFRNA/CIDNA umfasste ihre Flotte sehr unterschiedliche Flugzeugmuster, die meisten waren französische Fabrikate:
- Aero A.38
- Bernard 190T
- Blériot-SPAD S.33
- Blériot-SPAD S.46
- Blériot-SPAD S.66
- Farman F.60
- Farman F.70
- Fokker F.VII/3m
- Potez VII
- Potez IX
- Potez 29
- Potez 32
- Salmson 2A2